# San Julián
San Julián é um município localizado no departamento de Sonsonate, em El Salvador.

## Transporte
O município de San Julián é servido pela seguinte rodovia:
- RN-11, que liga o município de Izalco à cidade de Sonsonate
- SON-22  que liga a cidade ao município de Sonsonate [1]